# 莫诺哈尔普尔
莫诺哈尔普尔（Monoharpur），是印度西孟加拉邦Hugli县的一个城镇。总人口20825（2001年）。

## 人口
该地2001年总人口20825人，其中男性11039人，女性9786人；0—6岁人口2300人，其中男1147人，女1153人；识字率72.09%，其中男性为75.10%，女性为68.70%。